# Bernardo Provenzano
Bernardo Provenzano (ur. 31 stycznia 1933 w Corleone na Sycylii, zm. 13 lipca 2016 w Mediolanie) – włoski przestępca, członek i szef mafii sycylijskiej Cosa Nostry.
Prokuratura włoska zarzucała mu udział lub zlecenie 127 morderstw. Został ujęty przez włoską policję 11 kwietnia 2006, po 43 latach poszukiwań. Został schwytany na terenie gospodarstwa rolnego w rejonie wioski Corleone koło Palermo, miejscu narodzin słynnego Vito Corleone – fikcyjnego dona z powieści Ojciec chrzestny Mario Puzo.

## Życiorys
Wychował się w Corleone jako trzeci z siedmiu synów wieśniaków. Porzucił szkołę będąc jeszcze nastolatkiem, by pracować w polu. Do mafii dołączył będąc nastolatkiem. W tym czasie głową rodziny mafijnej z Corleone (nie mylić z rodziną Corleone z powieści Mario Puzo) był Michele Navarra, lecz Provenzano związał się z młodym i ambitnym gangsterem Luciano Leggio, z którym w latach pięćdziesiątych był w stanie wojny przeciwko Navarze.
We wrześniu 1958 roku Provenzano był jednym z 14 zamachowców, którzy wspierali Leggia w zamachu i morderstwie Navarry. Leggio automatycznie stał się głową rodziny, a Provenzano w ciągu następnych pięciu lat pomagał mu w likwidowaniu wszystkich pozostałych współpracowników Navarry. W maju 1963 roku Provenzano zaczął się ukrywać po nieudanym zamachu na jednego z ludzi Navarry. Twierdził, że nie ukrywał się przed policją, lecz przed vendettą. W tym czasie Leggio powiedział o nim: „Strzela jak Bóg, ale mózg ma jak kurczak”. 10 września tego samego roku został wypuszczony list gończy za zabójstwa ludzi Navarry. Od tej pory Provenzano musiał ukrywać się także przed policją. W 1974 roku Leggio został schwytany i uwięziony za morderstwo, na swoim miejscu obsadził Toto Riina, a Provenzano stał się jego prawą ręką.
Provenzano brał udział w masakrze na Viale Lazio 10 grudnia 1969, czyli ataku na Michele Cavataio. Cavataio miał możliwość zabicia Calogero Bagarella, starszego brata Leolouca Bagarella, szwagra Riiny. Legenda głosi, że Provenzano uratował sytuację dzięki swojemu pistoletowi maszynowemu Beretta 38/A oraz zyskał reputację „zabójcy z jajami”. Według jednego ze świadków zajścia, to Provenzano, strzelając za wcześnie, sprowokował niebezpieczeństwo.
W czasie, kiedy ojcem chrzestnym był Riina, Provenzano zajmował się operacjami związanymi głównie z przemytem narkotyków. W latach 1981–1983 trwała krwawa wielka wojna klanów; pochłonęła ponad tysiąc ofiar oraz zapewniła dominację Corleonesi wśród organizacji mafijnych we Włoszech.